# Apostolska nunciatura na Slonokoščeni obali
Apostolska nunciatura na Slonokoščeni obali je diplomatsko prestavništvo (veleposlaništvo) Svetega sedeža na Slonokoščeni obali, ki ima sedež v Abidjanu.
Trenutni apostolski nuncij je Ambrose Madtha.

## Seznam apostolskih nuncijev
- Bruno Wüstenberg (19. december 1973–17. januar 1979)
- Justo Mullor García (22. marec 1979–3. maj 1985)
- Antonio Mattiazzo (16. november 1985–5. julij 1989)
- Janusz Bolonek (25. september 1989–23. januar 1995)
- Luigi Ventura (25. marec 1995–25. marec 1999)
- Mario Zenari (12. julij 1999–10. maj 2004)
- Mario Roberto Cassari (31. julij 2004–2008)
- Ambrose Madtha (8. maj 2008–danes)